# Årstads kommun
Årstads kommun (norska: Årstad kommune) var en kommun i Hordaland fylke i västra Norge. Kommunen omfattade ett mindre område i den mellersta delen av nuvarande Bergens kommun. Orten Kronstad utgjorde kommunens centralort.

## Administrativ historik
Årstads kommun upprättades den 1 januari 1838 (som Årstad formannskapsdistrikt) när Formannskapslovene från 1837 trädde i kraft.
Den 1 juli 1915 gick Årstads kommun upp i Bergens kommun. Kommunens hade då 7 463 invånare. Området fördes samtidigt över från Hordaland fylke till Bergen fylke.